# Ti darò un posto all'inferno
Ti darò un posto all'inferno (Radhapura - Endstation der Verdammten) è un film italo-tedesco del 1967 diretto da Paolo Bianchini e Hans Albin.

## Trama
Ceylon, Steve un cercatore di diamanti dopo essere stato derubato, è costretto a lavorare in una miniera. Qui riconosce nel vigilante Alfred l'uomo che gli ha sottratto le pietre. Dopo un tentativo di fuga il sorvegliante reagisce conducendo Steve e gli altri in una remota isola dalla quale è molto difficile evadere. Ma i minatori si ribellano nuovamente.